# Corto circuito 2
Corto circuito 2 (Short Circuit 2) è un film del 1988 diretto da Kenneth Johnson. È il seguito del film Corto circuito, ma non ha avuto il suo stesso successo.

## Trama
Dopo essersi dimesso dalla NOVA Robotics in seguito agli eventi del primo film, Ben Jahrvi è diventato un venditore ambulante di modellini di robot che lui stesso produce. Le sue capacità vengono notate da Sandy, consulente di un grande magazzino, che si offre di acquistarne mille per poterli rivendere nel suo negozio. Per far fronte alla richiesta Ben affitta un capannone abbandonato assieme a Fred, venditore ambulante di falsi Rolex. Le cose sembrano andar bene fin quando due malviventi, che utilizzano il sottosuolo del magazzino per scavare un tunnel fino ad una camera blindata contenente per pochi giorni una notevole collezione di diamanti, irrompono nel magazzino distruggendo le apparecchiature di Ben e facendo fuggire le persone assunte per la costruzione dei giocattoli, allo scopo di liberarsi dai nuovi inquilini del palazzo. Fortunatamente, a Ben e Fred si presenta un aiuto inaspettato: Numero 5, il robot a cui il giocattolo è ispirato, viene spedito in una cassa dal Montana da Stefanie e Newton per aiutare Ben nella fabbricazione dei modellini. Numero 5 si è scelto un nuovo nome, Johnny 5, e nel tempo trascorso ha rimosso il suo fucile laser (sostituito da una cassetta per gli attrezzi rossa) e apportato vari migliorie al suo sistema. Johnny comincia così a costruire i robot giocattolo a gran velocità. Le cose iniziano però a complicarsi quando i tre malviventi mettono gli occhi sul robot e decidono di sfruttarlo per i loro scopi.
Due dei malviventi rapiscono Ben e Fred, rinchiudendoli nella cella frigorifera di un ristorante cinese, mentre Oscar riesce a convincere Johnny 5 a terminare lo scavo del tunnel, facendogli credere che l'accesso alla camera blindata serva per trovare un nascondiglio sicuro per i suoi amici in caso di nuovi attacchi da parte di coloro che avevano fatto irruzione nel magazzino in precedenza. Quando Johnny si rende conto di trovarsi in una banca e scopre i diamanti, capisce che Oscar si è approfittato di lui. L'uomo scappa, poi assieme ai suoi complici insegue Johnny. Il robot riesce ad afferrare Oscar, ma gli altri due lo colgono alle spalle, colpendolo ripetutamente con dei piedi di porco. A differenza di Ben e Fred, Johnny li ha visti tutti in faccia e sa che Oscar è coinvolto, quindi cercano di distruggerlo. Johnny riesce a metterli in fuga prendendo il controllo di alcuni modellini di aerei radiocomandati, ma si ritrova gravemente danneggiato ed in pericolo di vita.
Ben e Fred riescono a far arrivare un messaggio musicale a Sandy, che con intuito riesce a trovarli e a liberarli. Arrivati al magazzino, vengono fermati dalla polizia, risalita attraverso il tunnel, ma Fred riesce a scappare. Con un braccio solo, senza poter parlare, con la batteria che perde liquido ed impossibilitato a collegarsi semplicemente alle prese di corrente, Johnny viene ritrovato da Fred, che però non è un tecnico come Ben e non sa come fare a ripararlo. I due entrano in un negozio di elettronica chiuso e Johnny dà istruzioni a Fred digitando sulla tastiera di un computer. Fred riesce così a rimettere il robot in grado di parlare e di ricaricare la sua batteria, che però continua a perdere liquido. Una volta riattaccato il braccio, Johnny continua a ripararsi da solo, ma quando Fred gli racconta che lui e Ben sono stati rinchiusi dai malviventi, si interrompe. Il trattamento differente riservato a lui, una macchina (la distruzione), rispetto agli esseri umani (il rapimento), causa la sua collera, e pur non essendo ancora a posto, si lancia all'inseguimento dei malviventi, seguendo le tracce dei loro pneumatici, con Fred sulle spalle.
Ben, assieme alla polizia, segue le tracce del robot, rendendosi conto che, a causa della batteria che perde, Johnny sta morendo dissanguato. Quest'ultimo, assieme a Fred, raggiunge i banditi al porto. In seguito ad una colluttazione, i due scagnozzi vengono immobilizzati, mentre Oscar riesce a fuggire su di un motoscafo approfittando di una distrazione di Fred. Mentre la sua autonomia residua va esaurendosi, Johnny si aggancia ad una gru del porto con il suo cavo magnetico e si lancia sul motoscafo come Tarzan con una liana, riproducendone anche il caratteristico urlo, riuscendo ad afferrare Oscar e a riportarlo a terra. Ben e la polizia arrivano sul posto, ma l'energia di Johnny 5 si esaurisce. Sul posto è presente anche un'ambulanza, e Ben ne utilizza il defibrillatore per alimentare nuovamente il robot. Dopo qualche tempo Ben e Fred hanno fondato una vera società per la costruzione dei robot giocattolo. Fred e Sandy raggiungono Ben e Johnny - riparato e di un nuovo color oro lucente - nella piazza dove i due, assieme a molti altri stranieri, effettuano un giuramento per essere riconosciuti a pieno titolo cittadini degli Stati Uniti d'America.

## Produzione
Inizialmente John Badham, regista del primo film, era in trattative per dirigere il sequel, ma abbandonò per girare Sorveglianza... speciale, e fu sostituito da Kenneth Johnson, regista e creatore di alcune serie televisive di successo degli anni '70 e '80  come La donna bionica, L'incredibile Hulk e Visitors.
Le riprese principali del film si sono svolte tra il 13 settembre e il dicembre 1987 a Toronto, nell'Ontario, in Canada. Gran parte delle riprese presentavano importanti punti di riferimento del centro di Toronto.

## Accoglienza

### Critica
Corto circuito 2 ha raggiunto il 43% di gradimento su Rotten Tomatoes sulla base di 14 recensioni.
Vincent Canby, sul New York Times, diede al film una recensione negativa, scrivendo che "Per chiunque abbia più di 6 anni, il film è divertente quanto indossare scarpe da ginnastica bagnate". Rita Rempley, per il Washington Post, diede una recensione mista scrivendo che "Corto circuito 2 è sfacciatamente sdolcinato e infantile, e gli attori supportano la tecnologia. Ma se sei un bambino, o un adulto con un set di montaggio, potresti goderti questa avventura estiva".
La maggior parte delle recensioni positive accettava i difetti del film, con Variety che aggiunse "Mite e mansueto, Corto circuito 2 ha una dolcezza semplice come sequel di successo della commedia originale sui robot per bambini".
Gene Siskel ha definito il film migliore dell'originale, scrivendo che i dialoghi lo hanno fatto ridere a crepapelle e ha sostenuto che "il film funziona" perché si è sentito male quando Johnny 5 è stato aggredito barbaramente da Oscar e i suoi scagnozzi. Una recensione del Los Angeles Times ha accolto favorevolmente il lavoro degli sceneggiatori Wilson e Maddock, scrivendo che la loro costruzione è più abile, i loro dialoghi sono migliori e rendono Johnny 5 più vivo."

### Botteghino
Corto circuito 2 ha occupato il settimo posto negli incassi del suo primo fine settimana, con 3.843.067 dollari. Alla fine, ha guadagnato 21.630.088 dollari, poco più della metà rispetto agli incassi del primo film (40,697,761 dollari), classificandosi al 45° posto al botteghino statunitense nel suo anno di uscita.

## Riconoscimenti
- 1990 - Saturn Award
  - Candidatura come miglior film di fantascienza
  - Candidatura per i migliori effetti speciali a Eric Allard e Jeff Jarvis